# Clarke Carlisle
Clarke James Carlisle (Preston, 14 ottobre 1979) è un ex calciatore inglese, di ruolo difensore.

## Carriera

### Club
Comincia la sua carriera nel Blackpool nel 1997 dove in 3 anni gioca 93 partite e segna 7 gol. Poi si trasferisce al Queens Park Rangers dove in 4 anni gioca 96 partite e segna 6 gol. Si trasferisce per un anno al Leeds United dove gioca 35 partite e segna 4 gol. In seguito va al Watford dove gioca 36 partite e segna 3 gol in 2 stagioni. Successivamente passa al Luton Town collezionando 5 presenze. Si trasferisce al Burnley per la stagione 2007-2008.
A fine campionato 2008-2009, il 25 maggio 2009 ottiene con il Burnley la promozione in Premier League dopo aver battuto a Wembley lo Sheffield United nella finale play-off.

### Nazionale
Nel periodo compreso tra il 2000 e il 2001 ha collezionato 3 presenze nella Nazionale U-21 inglese.